# NSC 올림피스키 스타디움
NSC 올림피스키 스타디움(우크라이나어: Національний спортивний комплекс "Олімпійський", Natsional’nyĭ sportyvnyĭ kompleks "Olimpiys'kyĭ")은 우크라이나 키이우에 위치한 다목적 경기장으로 디나모 키이우의 홈 구장으로 사용되고 있다. 앞의 NSC는 National Sports Complex의 약자로 국가 스포츠 복합단지를 뜻한다
1923년 8월 12일에 개장했으며 70,050명을 수용할 수 있다. 1980년 하계 올림픽 축구 경기, UEFA 유로 2012 경기가 개최된 경기장 가운데 한 곳으로서 UEFA 유로 2012 결승전, UEFA 챔피언스리그 2017-18 시즌의 결승전 경기가 열린 경기장이기도 하다. 구소련 체제 붕괴 이후 우크라이나 국가대표 홈 구장으로 전용됐으나 2011년부터는 FC 디나모 키이우
의 홈 구장으로도 사용되고 있다

## 축구
UEFA 공인 카테고리 4 인증을 받아 각종 UEFA 주관 대회를 치를 수 있다. EURO 2012 결승전 이탈리아 vs 스페인의 경기가 있었던 곳이기도 하며, 스페인이 0:4의 스코어로 통산 3번째 우승을 기록하였다. 현지 시간으로 18년 5월 26일에 17-18시즌 UCL 결승전이 이곳에서 열렸다. 레알 마드리드와 리버풀의 경기였는데, 이 경기는 레알 마드리드가 리버풀을 3대1로 꺾으면서 레알 마드리드는 3년 연속 챔피언스리그 우승을 기록 하였다,

## 기록

### 2002년 FIFA 월드컵 유럽 지역 예선
| 날짜             | 팀 1       | 스코어 | 팀 2     | 라운드     |
| ---------------- | ---------- | ------ | -------- | ---------- |
| 2000년 9월 2일   | 우크라이나 | 1 - 3  | 폴란드   | 5조        |
| 2001년 3월 24일  | 우크라이나 | 0 - 0  | 벨라루스 | 5조        |
| 2001년 6월 2일   | 우크라이나 | 0 - 0  | 노르웨이 | 5조        |
| 2001년 6월 6일   | 우크라이나 | 1 - 1  | 웨일스   | 5조        |
| 2001년 11월 10일 | 우크라이나 | 1 - 1  | 독일     | 플레이오프 |